# Gran Premio Industria e Commercio Artigianato Carnaghese
Der Gran Premio Industria e Commercio Artigianato Carnaghese ist ein ehemaliges italienisches Eintagesrennen im Straßenradsport.
Von 2005 bis 2012 war das Rennen Teil der UCI Europe Tour und in die Kategorie 1.1 eingestuft. Seit 2013 wird es als Wettbewerb des nationalen italienischen Radsportkalenders ausgetragen.

## Sieger
| - 2012 Diego Ulissi - 2011 Giovanni Visconti - 2010 Ivan Basso - 2009 Francesco Ginanni - 2008 Francesco Ginanni - 2007 Aurélien Passeron - 2006 Félix Cárdenas | - 2005 Simon Gerrans - 2004 Christian Murro - 2003 Michele Gobbi - 2002 Paolo Bossoni - 2001 Rafael Nuritdinov - 2000 Denis Lunghi - 1999 Mirko Puglioli - 1998 Gian-Paolo Mondini | - 1997 Francesco Secchiari - 1996 Oscar Pozzi - 1995 Giuseppe Tartaggia - 1994 Filippo Casagrande - 1993 Luca Scinto - 1992 Enrico Pezzetti - 1991 Mirko Gualdi |